# Просница (посёлок)
Про́сница — железнодорожная станция (тип населённого пункта) в Кирово-Чепецком районе Кировской области. Входит в Просницкое сельское поселение.

## География
Поселение расположено на возвышенности, в песчаной по грунту, лесной местности, в 7 км от реки Чепцы и в 3 км от реки Большой Просницы.
Улицы станции: Большевиков, Дома подстанции, Кирова, Колхозная, Коммунистическая, Комсомольская, Ленина, Лесная, Механизаторов, Молодёжная, Новая, Октябрьская, Первомайская, Петра Родыгина, Пролетарская, Просницкая, Профсоюзная, Садовая, Свободы, Советская, Степана Халтурина; переулки: 1-й, 2-й переулок, Железнодорожный, Коммунальный, Северный, Сосновый, Удачный.
Расстояние до районного центра (город Кирово-Чепецк) — 20 км. Через станцию проходит региональная автодорога Киров — Кирово-Чепецк — Зуевка — Глазов.

## История
Во второй половине XIX века у железнодорожного полотна на месте будущей станции появилась будка, обросшая затем жилыми и надворными постройками. Позднее это место получило статус железнодорожного разъезда, а потом и станции. Рядом со станцией выросли починки и деревни, увеличилось население.
В 1899 году из села Верхопросница (ныне — деревня Кузики) на станцию Просница была перевезена деревянная церковь, построен и в 1901 году освящён Александро-Невский храм, с приходом, состоящим из 17 селений. Поселение у станции получило статус села и название Александровское. В селе появилась земская смешанная школа. Главным занятием жителей было землепашество, плотничество и участие в железнодорожных ремонтных работах.
Указом Священного синода Русской православной церкви от 19 сентября 1902 года селению, расположенному около ж.д.станции Просница, был присвоен статус села.
После 1917 года село Александровское стало центром Просницкой волости и вошло в Долгановский сельсовет. По данным переписи 1926 года в селе проживало 62 человека (28 хозяйств), на станции — 15 человек (5 хозяйств).
В 1929 году был образован Просницкий район с центром на станции Просница, в составе Просницкой и части Селезеневской волости Вятского уезда. В переписи населения 1939 года указан посёлок Просница.
В 1920—1930 годах в Проснице работала шубно-овчинная артель.

Персонал эвакогоспиталя № 3168 (ст. Просница)

В 1941—1945 годах на станции действовал госпиталь № 3168, эвакуированный из Ленинграда, с которым связан памятник истории — воинское братское кладбище.
Статус районного центра был утрачен с ликвидацией Просницкого района в 1959 году.
В 1980-х годах в Проснице была организована Кировская опытная станция животноводства и кормопроизводства.
В 1998 году на станции освящена деревянная Александро-Невская церковь.
С 1 сентября 2014 года на станции начинает работу новое областное государственное общеобразовательное «Просницкий лицей». Образовательное учреждение предназначено для обучения одаренных школьников из северных районов Кировской области, в том числе с проживанием в интернате.
В настоящее время жителями посёлка поднимается вопрос о разделении железнодорожной станции и собственно населённого пункта, с получением поселением статуса села.

## Население
| 2010 |
| ---- |
| 2235 |

## Инфраструктура
Станция газифицирована. Имеются Просницкая участковая больница, средняя школа, сельский Дом культуры, библиотека, детская школа искусств, Дом детского творчества Кирово-Чепецкого района, лицей с интернатом для одарённых детей.

## Промышленность
Промышленные предприятия Просницы относятся к пищевой индустрии (ООО «Чепецк-рыба», ООО «Просницкое молоко»), деревообработке (ООО СУ-43), местной промышленности (цех керамики ООО «Комтех»), сельскому хозяйству (ООО агрофирма «Просница» — бывшая опытная станция животноводства и кормопроизводства).

## Транспорт
С Кирово-Чепецком станция связана пригородным автобусным маршрутом № 120, а также транзитными маршрутами (Кирово-Чепецк — Филиппово), № 102 (Кирово-Чепецк — Исаковцы), № 104 (Кирово-Чепецк — Чуваши), № 106 (Кирово-Чепецк — Кузики), № 107 (Кирово-Чепецк — Васькино), № 108 (Кирово-Чепецк — Здравница), № 110 (Кирово-Чепецк — Марковцы), № 206 (Кирово-Чепецк — Ардашевский) и № 209 (Кирово-Чепецк — Селезениха).
Железнодорожная станция является посадочным пунктом пригородных поездов и поездов дальнего сведения.